# Contes (Pas de Calais)
Contes és un municipi francès situat al departament del Pas de Calais i a la regió dels Alts de França. L'any 2007 tenia 313 habitants.

## Demografia

### Població
El 2007 la població de fet de Contes era de 313 persones. Hi havia 136 famílies de les quals 36 eren unipersonals (16 homes vivint sols i 20 dones vivint soles), 56 parelles sense fills, 40 parelles amb fills i 4 famílies monoparentals amb fills.
La població ha evolucionat segons el següent gràfic:
Habitants censats

### Habitatges
El 2007 hi havia 186 habitatges, 137 eren l'habitatge principal de la família, 42 eren segones residències i 7 estaven desocupats. Tots els 185 habitatges eren cases. Dels 137 habitatges principals, 114 estaven ocupats pels seus propietaris, 20 estaven llogats i ocupats pels llogaters i 3 estaven cedits a títol gratuït; 3 tenien dues cambres, 22 en tenien tres, 32 en tenien quatre i 80 en tenien cinc o més. 97 habitatges disposaven pel capbaix d'una plaça de pàrquing. A 68 habitatges hi havia un automòbil i a 56 n'hi havia dos o més.

### Piràmide de població
La piràmide de població per edats i sexe el 2009 era:
| Homes | Edats   | Dones |
| ----- | ------- | ----- |
| 0     | 95 o +  | 0     |
| 0     | 90 a 94 | 0     |
| 8     | 85 a 89 | 12    |
| 4     | 80 a 84 | 0     |
| 0     | 75 a 79 | 8     |
| 8     | 70 a 74 | 8     |
| 8     | 65 a 69 | 4     |
| 12    | 60 a 64 | 8     |
| 8     | 55 a 59 | 12    |
| 12    | 50 a 54 | 16    |
| 20    | 45 a 49 | 16    |
| 12    | 40 a 44 | 16    |
| 8     | 35 a 39 | 12    |
| 4     | 30 a 34 | 12    |
| 12    | 25 a 29 | 4     |
| 8     | 20 a 24 | 4     |
| 20    | 15 a 19 | 4     |
| 16    | 10 a 14 | 12    |
| 4     | 5 a 9   | 8     |
| 0     | 0 a 4   | 4     |

## Economia
El 2007 la població en edat de treballar era de 209 persones, 132 eren actives i 77 eren inactives. De les 132 persones actives 121 estaven ocupades (61 homes i 60 dones) i 9 estaven aturades (5 homes i 4 dones). De les 77 persones inactives 38 estaven jubilades, 12 estaven estudiant i 27 estaven classificades com a «altres inactius».

### Ingressos
El 2009 a Contes hi havia 141 unitats fiscals que integraven 312 persones, la mediana anual d'ingressos fiscals per persona era de 16.912 €.

### Activitats econòmiques
L'únic establiment que hi havia el 2007 era d'una empresa de construcció.
L'únic servei als particulars que hi havia el 2009 era un guixaire pintor.
L'any 2000 a Contes hi havia 8 explotacions agrícoles.

## Equipaments sanitaris i escolars
El 2009 hi havia una escola elemental integrada dins d'un grup escolar amb les comunes properes formant una escola dispersa.

## Poblacions més properes
El següent diagrama mostra les poblacions més properes.